# Papeete
Papeete là thủ đô của Polynésie thuộc Pháp. Đây cũng là thành phố chính của đảo Tahiti ở Thái Bình Dương.
Là thủ phủ của Polynésie thuộc Pháp, nơi đây có các cơ quan cấp cao của chính quyền, hôi đồng của Polynésie thuộc Pháp và là một trung tâm về kinh tế, văn hóa và xã hội.
Các cơ sở hạ tầng chính của Polynésie thuộc Pháp là cảng Đức Giáo hoàng, kho nhiên liệu, bệnh viện, phòng khám tư nhân và hầu hết các cơ sở hạ tầng kinh tế và công nghiệp, cũng như các tổ chức ngân hàng và Tài chính (Kho bạc, Ngân hàng Polynesia, Ngân hàng hàng Tahiti, Socredo).

## Địa lý

### Vị trí
Papeete nằm ở phía bắc của Tahiti, là hòn đảo chính của Quần đảo Société ở Thái Bình Dương.
Thành phố được bao quanh bởi các đô thị:
- Pirae ở phía đông (nổi tiếng với bãi biển cát đen).
- Faa ở phía tây, có Sân bay quốc tế Tahiti Faa'a.

### Khí hậu
Papeete có một khí hậu nhiệt đới gió mùa có mùa mưa và mùa khô. Tuy nhiên, lượng mưa cao được ghi nhận ngay cả trong mùa khô của thành phố. Mùa khô kéo dài ngắn, chỉ bao gồm tháng Tám và tháng Chín. Những tháng còn lại trong năm là ẩm ướt, với lượng mưa rơi cao nhất trong tháng 12 và tháng 1. Nhiệt độ tương đối ổn định quanh năm, trung bình khoảng 25 độ C (77 độ F).
| Dữ liệu khí hậu của Papeete FAAA (1981-2010) | Dữ liệu khí hậu của Papeete FAAA (1981-2010) | Dữ liệu khí hậu của Papeete FAAA (1981-2010) | Dữ liệu khí hậu của Papeete FAAA (1981-2010) | Dữ liệu khí hậu của Papeete FAAA (1981-2010) | Dữ liệu khí hậu của Papeete FAAA (1981-2010) | Dữ liệu khí hậu của Papeete FAAA (1981-2010) | Dữ liệu khí hậu của Papeete FAAA (1981-2010) | Dữ liệu khí hậu của Papeete FAAA (1981-2010) | Dữ liệu khí hậu của Papeete FAAA (1981-2010) | Dữ liệu khí hậu của Papeete FAAA (1981-2010) | Dữ liệu khí hậu của Papeete FAAA (1981-2010) | Dữ liệu khí hậu của Papeete FAAA (1981-2010) | Dữ liệu khí hậu của Papeete FAAA (1981-2010) |
| Tháng                                        | 1                                            | 2                                            | 3                                            | 4                                            | 5                                            | 6                                            | 7                                            | 8                                            | 9                                            | 10                                           | 11                                           | 12                                           | Năm                                          |
| -------------------------------------------- | -------------------------------------------- | -------------------------------------------- | -------------------------------------------- | -------------------------------------------- | -------------------------------------------- | -------------------------------------------- | -------------------------------------------- | -------------------------------------------- | -------------------------------------------- | -------------------------------------------- | -------------------------------------------- | -------------------------------------------- | -------------------------------------------- |
| Cao kỉ lục °C (°F)                           | 34.1 (93.4)                                  | 34.5 (94.1)                                  | 34.5 (94.1)                                  | 34.5 (94.1)                                  | 33.3 (91.9)                                  | 32.7 (90.9)                                  | 31.9 (89.4)                                  | 31.5 (88.7)                                  | 31.7 (89.1)                                  | 32.4 (90.3)                                  | 33.9 (93.0)                                  | 33.2 (91.8)                                  | 34.5 (94.1)                                  |
| Trung bình ngày tối đa °C (°F)               | 31.0 (87.8)                                  | 31.1 (88.0)                                  | 31.5 (88.7)                                  | 31.2 (88.2)                                  | 30.4 (86.7)                                  | 29.5 (85.1)                                  | 29.0 (84.2)                                  | 28.9 (84.0)                                  | 29.3 (84.7)                                  | 29.7 (85.5)                                  | 30.3 (86.5)                                  | 30.4 (86.7)                                  | 30.2 (86.4)                                  |
| Trung bình ngày °C (°F)                      | 27.6 (81.7)                                  | 27.7 (81.9)                                  | 28.0 (82.4)                                  | 27.7 (81.9)                                  | 26.8 (80.2)                                  | 25.9 (78.6)                                  | 25.3 (77.5)                                  | 25.2 (77.4)                                  | 25.7 (78.3)                                  | 26.2 (79.2)                                  | 26.9 (80.4)                                  | 27.2 (81.0)                                  | 26.7 (80.1)                                  |
| Tối thiểu trung bình ngày °C (°F)            | 24.2 (75.6)                                  | 24.3 (75.7)                                  | 24.4 (75.9)                                  | 24.1 (75.4)                                  | 23.2 (73.8)                                  | 22.2 (72.0)                                  | 21.6 (70.9)                                  | 21.5 (70.7)                                  | 22.0 (71.6)                                  | 22.7 (72.9)                                  | 23.4 (74.1)                                  | 23.9 (75.0)                                  | 23.1 (73.6)                                  |
| Thấp kỉ lục °C (°F)                          | 19.4 (66.9)                                  | 18.9 (66.0)                                  | 20.5 (68.9)                                  | 19.2 (66.6)                                  | 18.8 (65.8)                                  | 15.9 (60.6)                                  | 16.3 (61.3)                                  | 14.9 (58.8)                                  | 15.8 (60.4)                                  | 15.8 (60.4)                                  | 18.1 (64.6)                                  | 19.5 (67.1)                                  | 14.9 (58.8)                                  |
| Lượng Giáng thủy trung bình mm (inches)      | 253.7 (9.99)                                 | 209.9 (8.26)                                 | 195.2 (7.69)                                 | 111.4 (4.39)                                 | 117.4 (4.62)                                 | 72.7 (2.86)                                  | 61.9 (2.44)                                  | 52.1 (2.05)                                  | 58.8 (2.31)                                  | 101.5 (4.00)                                 | 125.4 (4.94)                                 | 327.7 (12.90)                                | 1.687,7 (66.44)                              |
| Số giờ nắng trung bình tháng                 | 215.5                                        | 199.2                                        | 226.0                                        | 230.3                                        | 228.6                                        | 220.0                                        | 235.2                                        | 251.1                                        | 241.6                                        | 232.1                                        | 208.7                                        | 196.6                                        | 2.684,9                                      |
| Nguồn 1: Meteo France                        |                                              |                                              |                                              |                                              |                                              |                                              |                                              |                                              |                                              |                                              |                                              |                                              |                                              |
| Nguồn 2: NOAA (Sun 1961-1990)                |                                              |                                              |                                              |                                              |                                              |                                              |                                              |                                              |                                              |                                              |                                              |                                              |                                              |

## Tên gọi
Papeete (tiếng Tahiti pape: nước và ʻete: thùng) ban đầu chỉ là một quận của thành phố và nằm giữa các quận xung quanh. Theo cách phát âm chính thức bằng tiếng Tahiti là phân biệt mỗi nguyên âm: [papeʔete].

## Lịch sử

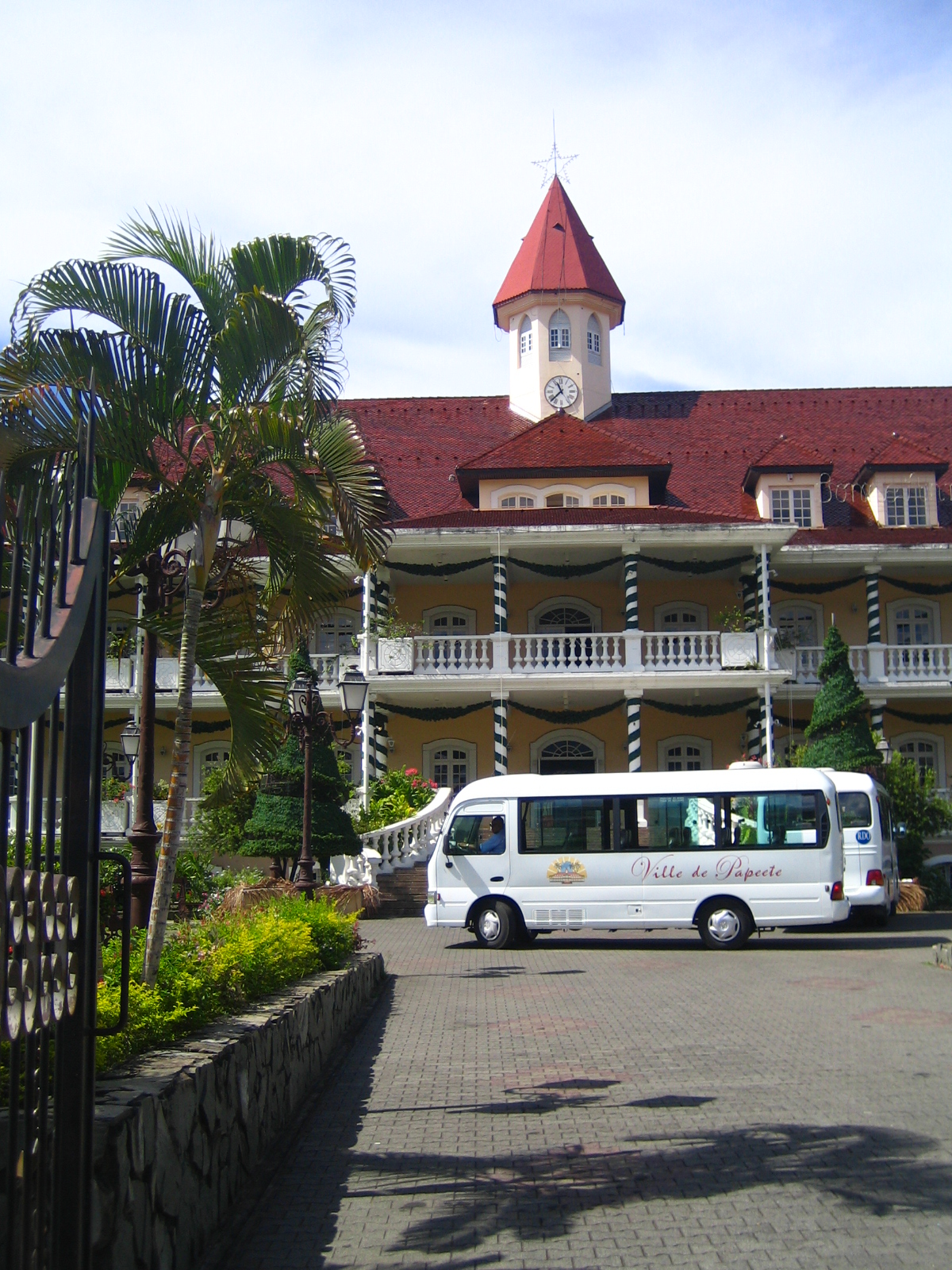
Tòa thị chính Papeete.

Papeete ban đầu được sử dụng làm nơi neo đậu tàu thuyền bởi những người châu Âu, tuy nhiên sau đó họ chuyển sang Malava cách đó một chút về phía tây. Thành phố Papeete trở nên quan trọng trong năm 1818 bởi nhà truyền giáo người Anh William Crook. Nữ hoàng Pomare IV thiết lập tòa án của mình trong năm 1827. Nó chính thức trở thành thủ đô của Tahiti (và nói chung của Vương quốc Tahiti) với việc bắt đầu thiết lập chính quyền bảo hộ của Pháp trong năm 1842.Papeete bị đánh bom ngày 22 tháng 9 năm 1914 trong Chiến tranh thế giới thứ nhất và quân tình nguyện viên đã đến thành phố. Thành phố Papeete đã trải qua sự tăng trưởng đáng kể từ những năm 1960, do việc xây dựng sân bay quốc tế và đặc biệt là việc các cơ quan nhà nước và tư nhân thành lập các trung tâm thí nghiệm ở Trung Thái Bình Dương, tạo ra một làn sóng nhập cư từ các đảo khác và đã xuất hiện một đô thị chính thức.
Ngày 05 tháng 9 Năm 1995 chính phủ Jacques Chirac đã tiến hành vụ nổ thử nghiệm hạt nhân ngoài khơi bờ Moruroa. Một cuộc bạo động phản đối diễn ra tại Papeete kéo dài hai ngày với kết quả sân bay quốc tế đã bị hư hỏng, làm 40 người bị thương, ảnh hưởng đến ngành du lịch một thời gian.. (tương tự như vụ bạo loạn xảy ra sau khi một thử nghiệm hạt nhân của Pháp trong khu vực năm 1987).

## Nhân khẩu
Đô thị này có 26.017 cư dân trong năm 2007..
Đại đô thị Papeete gồm có 7 khu vực (Arue,Faaʻa, Mahina, Paea, Papeete, Pirae, Punaauia) với tổng dân số 131.695 người trong năm 2007.

## Thư viện ảnh

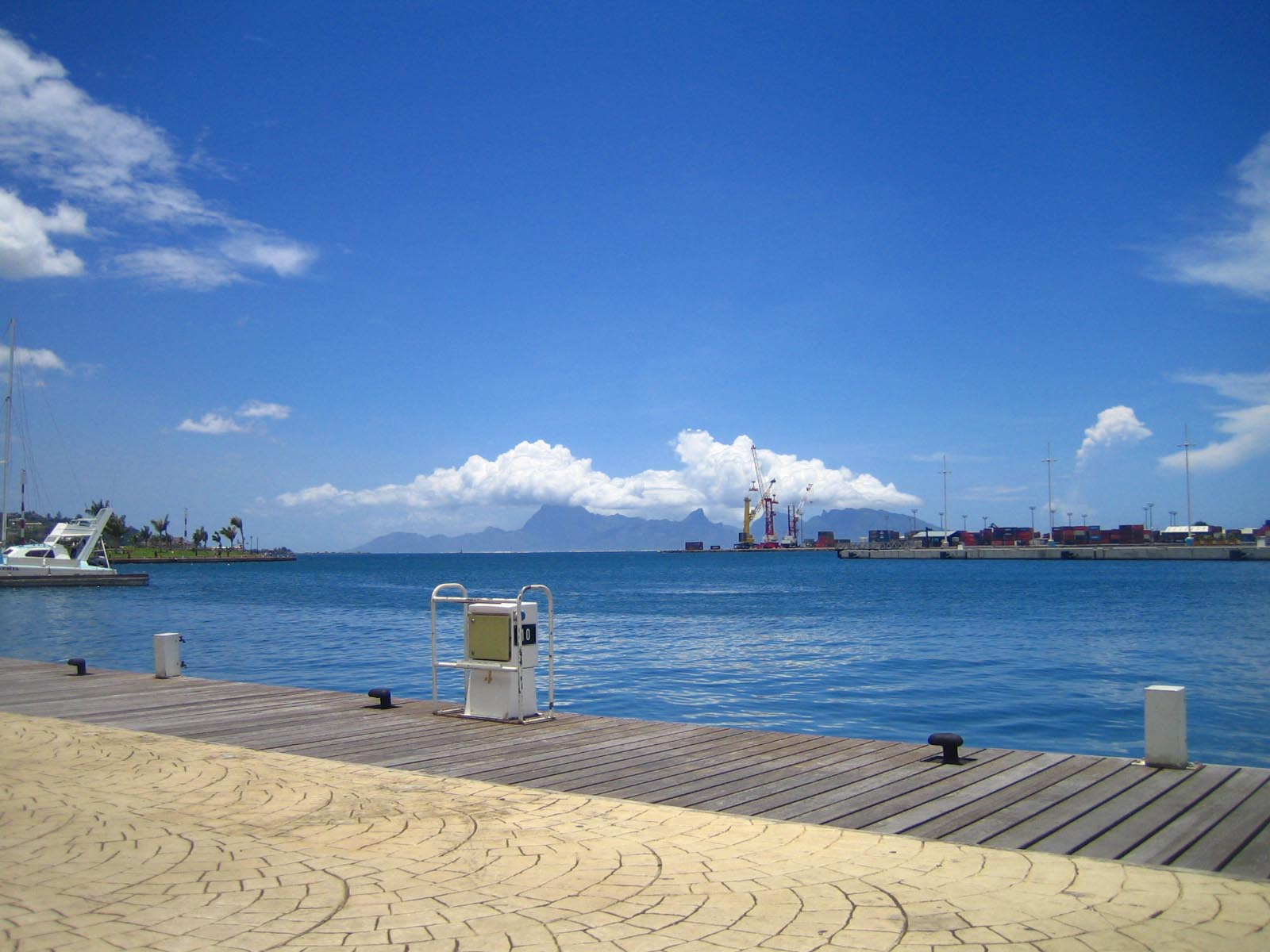
Cảng Papeete
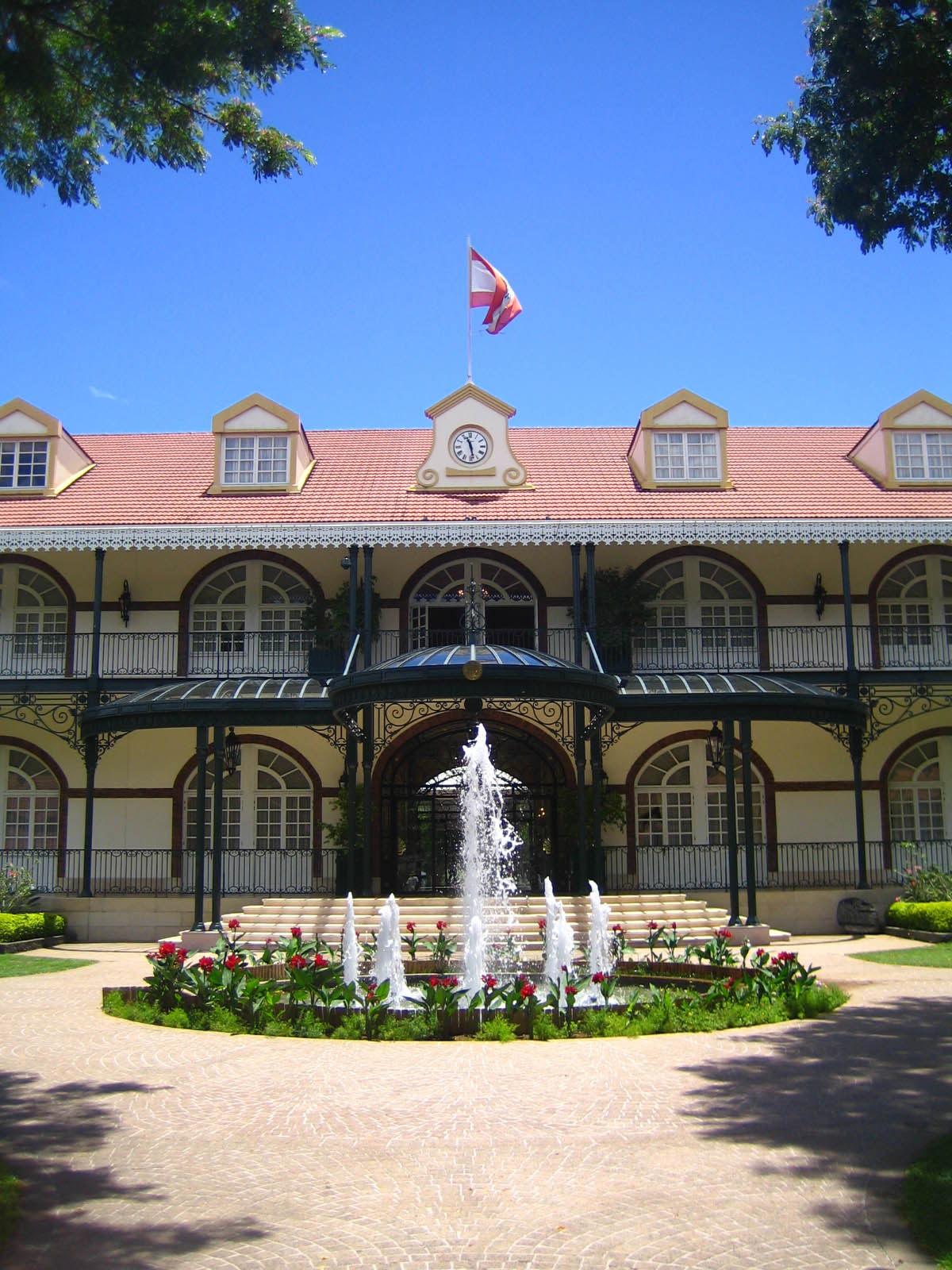
Présidence
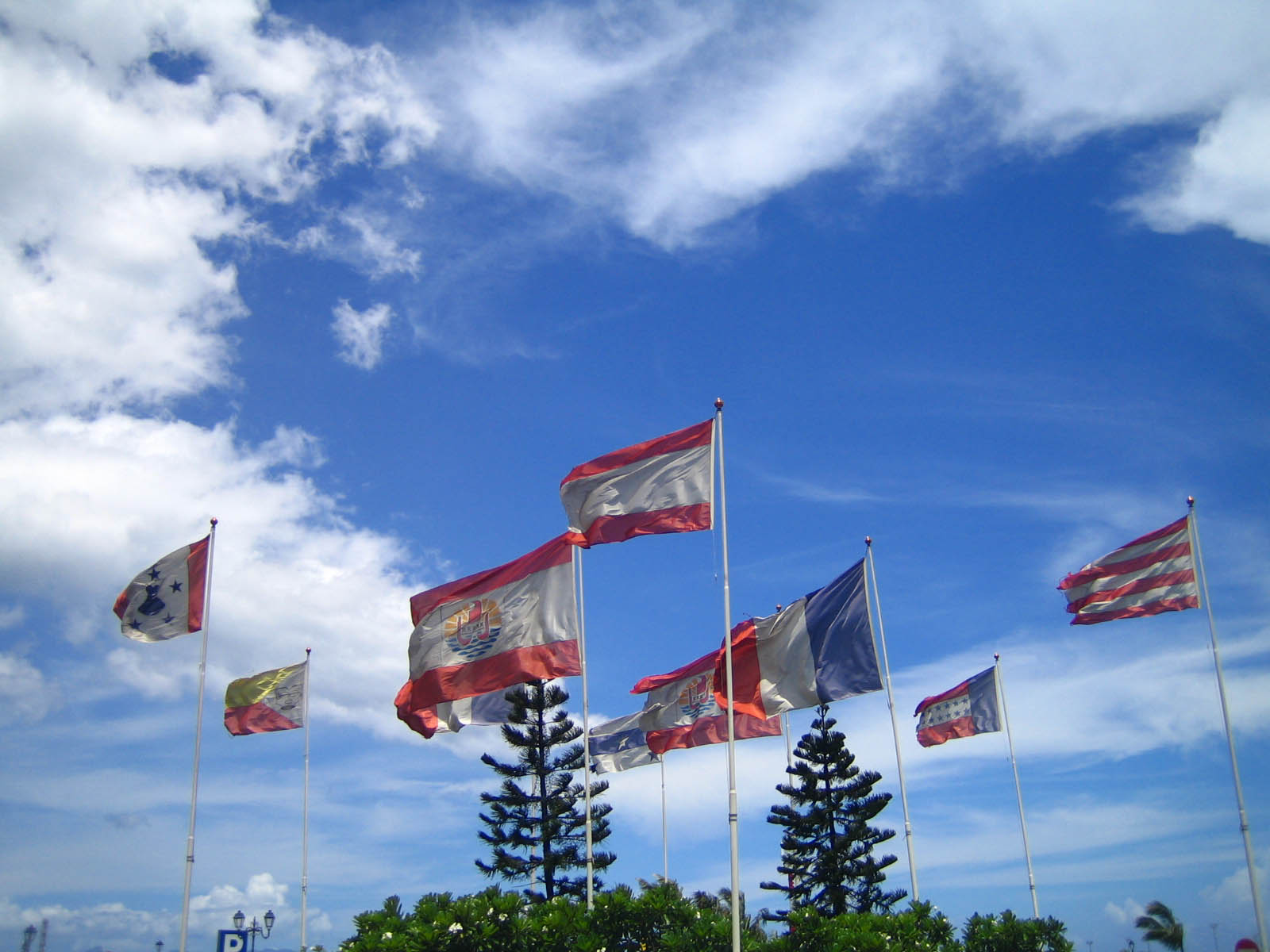
Cờ của Polynésie thuộc Pháp
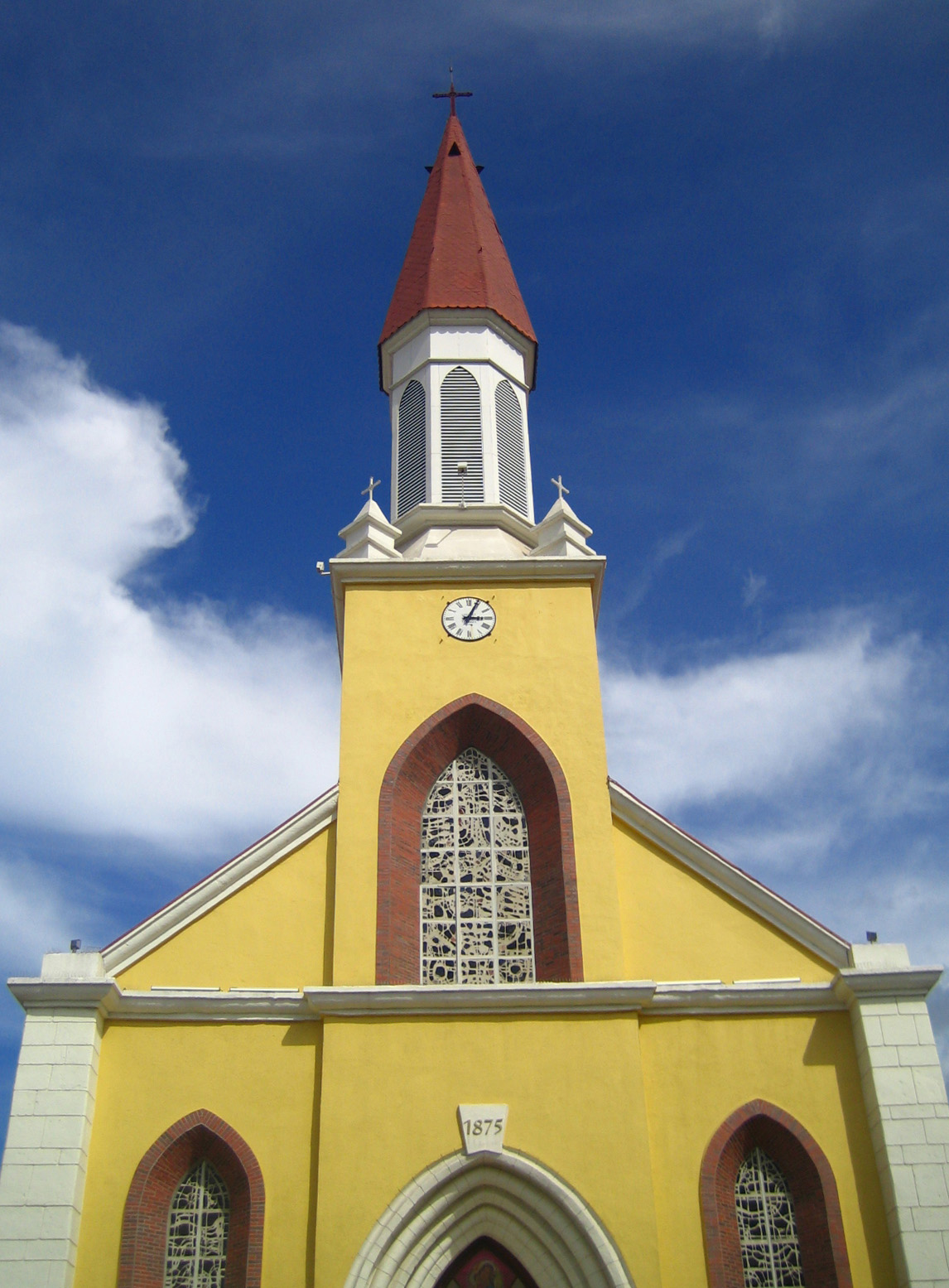
Nhà thờ lớn Papeete
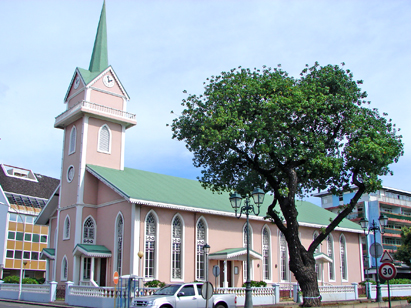
Thánh đường Paofai